# Arthur Seligman

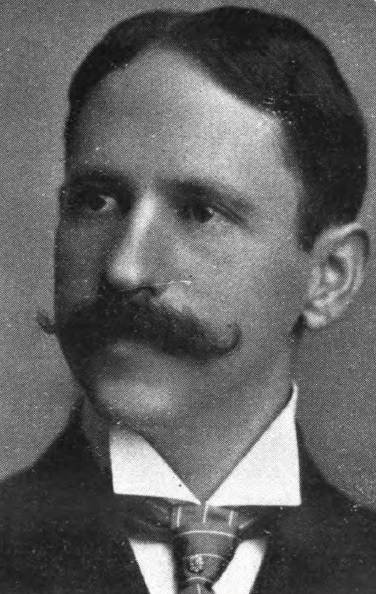
Arthur Seligman, 1904

Arthur Seligman (* 14. Juni 1873 in Santa Fe, New-Mexico-Territorium; † 25. September 1933 ebenda) war ein US-amerikanischer Politiker und von 1931 bis 1933 der neunte Gouverneur des Bundesstaates New Mexico.

## Frühe Jahre
Arthur Seligman besuchte bis 1887 die Southmore College Preparatory School in Pennsylvania und im Anschluss dann eine Handelsschule (Pierce College of Business) in Philadelphia. Danach machte er eine bedeutende Karriere in der Geschäftswelt. Er war sowohl im Handel als auch im Bankwesen engagiert. Im Laufe der Jahre wurde er Vorsitzender einiger Firmen.

## Politischer Aufstieg
Seligman war Mitglied der Demokratischen Partei. Ab 1906 war er im heutigen Staat New Mexico politisch aktiv. In diesem Jahr wurde er für zwei Jahre Mitglied im Gleichberechtigungsausschuss (Board of Equalization) des New-Mexico-Territoriums. Zwischen 1910 und 1912 war er Bürgermeister von Santa Fe sowie zwischen 1910 und 1920 auch Vorsitzender des Kreisrates im Santa Fe County. Gleichzeitig saß er auch noch in verschiedenen anderen Kreisausschüssen. In den Jahren 1916, 1920, 1924 und 1932 war er Delegierter zu den Democratic National Conventions. Von 1920 bis 1930 gehörte er überdies dem Democratic National Committee an.

## Gouverneur von New Mexico
Am 4. November 1930 wurde Seligman mit 53:47 Prozent der Stimmen gegen den Republikaner Clarence M. Botts zum Gouverneur seines Staates gewählt. Er trat sein Amt am 1. Januar 1931 an. In seiner Amtszeit wurde die Historical Society des Staates besser finanziert. Außerdem wurde verstärkt Werbung für den Tourismus gemacht. Angesichts der anhaltenden Wirtschaftskrise wurden die Staatsausgaben gekürzt. Im Jahr 1932 wurde Seligman in eine zweite Amtszeit gewählt. Er verstarb aber bereits im September 1933. Arthur Seligman war mit Frankie E. Harris verheiratet.